# Battaglia della strettoia
La battaglia della strettoia (in arabo ﻳﻮﻢ ﺍﻟﺸﻌﺐ‎?, Yawm al-shiʿb, "Giorno della strettoia") fu un fatto d'armi combattuto per tre giorni nel luglio del 731 nell'attuale passo uzbeko di Tashtakaracha dagli aggressori turchi Turgesh e dai loro alleati sogdiani, dello Shāsh (a nord-ovest del Ferghāna) e del Ferghāna da un lato e dagli Arabi e dai Persiani khorasanici, rimasti fedeli al Califfato omayyade, dall'altro.

## Fonti
I Turgesh avevano posto l'assedio a Samarcanda, e il suo comandante, Abū l-ʿAlāʾ Sawra b. al-Ḥurr b. Abjar al-Abānī al-Tamīmī, richiese urgentemente rifornimenti al governatore di recente nomina del Khorasan, al-Junayd ibn 'Abd al-Rahman al-Murri. L'esercito di Junayd fu però attaccato dai Turgesh mentre attraversava il passo del Tashtakaracha, e sebbene le forze omayyadi s'impegnassero strenuamente per lasciare quel difficoltoso teatro di battaglia e raggiungere Samarcanda, soffrì di spaventose perdite (tra 25 000 e 30 000 uomini), mentre i 12 000 guerrieri di Sawra, che comandava la retroguardia, furono quasi del tutto annichiliti assieme al loro comandante. Con tale scontro - del quale sopravvive la cronaca in uno dei più dettagliati resoconti storici, dovuto alla penna di Ṭabarī nella sua Storia dei profeti e dei re - si bloccò anche per almeno un decennio il processo espansivo islamico in Asia Centrale.

## Antefatti
La regione della Transoxiana era stata conquistata dai musulmani di Qutayba ibn Muslim durante il califfato di al-Walīd I (reg. 705-715), nel quadro delle operazioni della conquista islamica della Persia e del Khurasan a metà del VII secolo. la lealtà verso i conquistatori delle locali popolazioni iraniche e turche e dei loro signori (dehqān) che godevano di grande autonomia, malgrado il crollo dell'Impero persiano sasanide rimase tuttavia volatile e nel 719, esse inviarono una petizione alla dinastia Tang in Cina e ai loro vassalli Turgesh perché li aiutassero militarmente a respingere i musulmani. Come risposta, i Turgesh avviarono i loro attacchi nel 720, e i Sogdiani lanciarono incursioni per colpire le truppe califfali. Essi furono sgominati con grande brutalità dal governatore del Khorasan, Saʿīd b. ʿAmr al-Ḥarashī, ma nel 724 il suo successore, Muslim b. Saʿīd al-Kilābī, patì un grave rovescio nel cosiddetto "Giorno della sete") mentre tentava di assoggettare la Valle del Ferghana. Per i successivi anni, le forze omayyadi si limitarono ad agire sulla difensiva. Furono fatti sforzi per placare il rancore delle popolazioni locali convertite all'Islam, giustamente esasperate dalle ingiustizie fiscali operate ai loro danni dalle miopi autorità omayyadi ma nel 728 una rivolta su vasta scala, affiancata da un'ulteriore invasione dei Turgesh portò all'abbandono di buona parte della Transoxiana, salvo la regione attorno a Samarcanda da parte delle forze califfali omayyadi.
Nella speranza di rovesciare la situazione, ai primi del 730 il Califfo Hisham ibn 'Abd al-Malik (al potere dal 723 al 743) nominò un nuovo governatore del Khorāsān, nella persona dell'esperto al-Junayd ibn 'Abd al-Rahman al-Murri, che era riuscito a pacificare il Sind in veste di governatore di quella regione recentemente conquistata. La difficile situazione del tempo è ben descritta dal fatto che al-Junayd ebbe la necessità di farsi scortare da una truppa montata di 7 000 uomini, coi quali attraversò l'Oxus (Amu Darya), e che fu attaccato dal Khagn dei Turgesh mentre tentava di riunirsi con le forze del governatore precedente, Ashras ibn 'Abd Allah al-Sulami, che l'anno precedente era giunto fino a Bukhara e che era stato impegnato nella dura campagna, chiosata dalla sanguinosa battaglia di Baykand.
Sebbene fortemente pressato, al-Junayd e la sua scorta furono in grado di respingere l'attacco e di congiungersi con le forze di Ashras. Bukhāra e gran parte della Sogdiana furono riprese immediatamente dopo, e l'esercito dei Turgesh si ritirò verso settentrione, in direzione di Samarcanda. Le forze islamiche lo tallonarono e colsero una vittoria nella battaglia combattuta nei pressi della città. Al-Junayd poi si ritirò con le sue truppe per svernare a Merv. Durante l'inverno esplosero nuove rivolte a sud dell'Oxus, in Ṭokhāristān, che era rimasto tranquillo fino ad allora sotto il governo islamico. Al-Junayd fu obbligato a rifugiarsi a Balkh, da cui distaccò 28 000 dei suoi soldati per reprimere la ribellione. Ciò però lo lasciò pericolosamente indebolito quando, ai primi del 731, i Turgesh strinsero d'assedio Samarcanda, costringendolo a richiedere rinforzi e rifornimenti al governatore della città, Sawra b. al-Ḥurr b. Abjar al-Abānī al-Tamīmī. Malgrado l'opinione dei veterani khorasanici del suo esercito, che lo avevano consigliato di attendere per riunire tutte le sue forze e di non attraversare l'Oxus con meno di 50 000 uomini, al-Junayd decise di mettersi immediatamente in marcia alla volta di Samarcanda.

## Battaglia

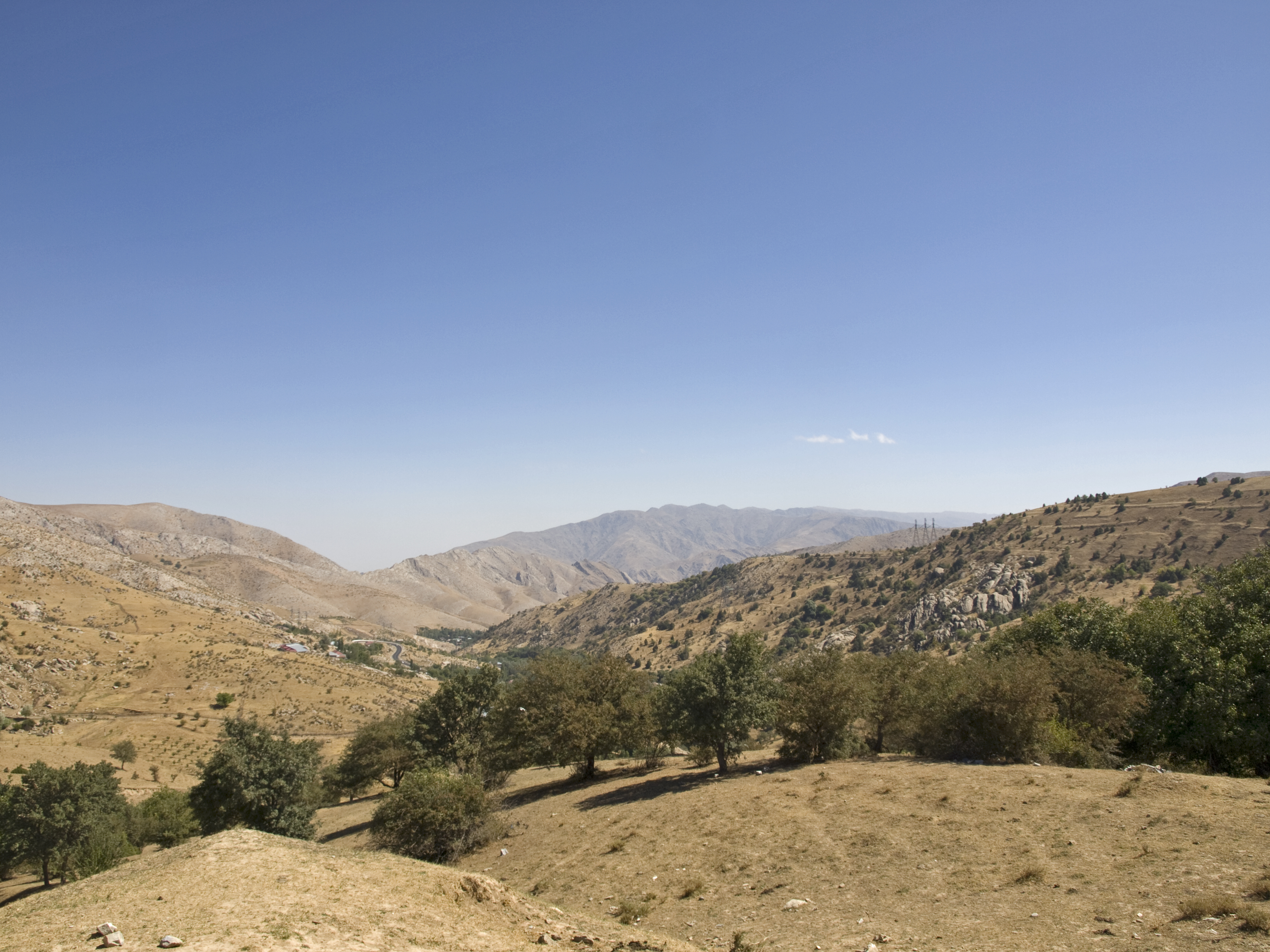
I Monti Zarafshan visti dal passo di Takhtakaracha

Al-Junayd non avrebbe potuto avanzare lungo l'antica Strada Reale persiana, che conduceva dall'est di Bukhāra a Samarcanda, che era controllata dai Turgesh. Condusse invece il suo esercito a Kish, a circa 70 km a sud di Samarcanda. Lì fu accolto dalla notizia dei suoi esploratori che i Turgesh avevano spedito loro distaccamenti per danneggiare i pozzi che si trovavano lungo il loro tragitto di marcia. I suoi consiglieri suggerirono inizialmente una strada a ovest, attorno alle montagne della Catena dello Zarafshan, tra Kish e Samarcanda, attraverso il villaggio di al-Muhtaraqa, ma al-Mujashshir ibn Muzahim al-Sulami, uno dei capi khorasanici, lo ammonì per contro che i Turgesh avrebbero facilmente appiccare il fuoco ai pascoli non coltivati lungo la via. Egli favoriva invece un avvicinamento più diretto lungo la strada ripida ma breve (circa 2 km) del Passo di Tashtakaracha, ed espresse la possibilità che ciò avrebbe consentito di cogliere di sorpresa i Turgesh. Al-Junayd seguì il consiglio di al-Mujashshir e si accampò prima dell'imboccatura del Passo. La decisione era impopolare tra i soldati, per buona parte khorasanici, che non avevano fiducia nell'"estraneo" al-Junayd. Anche i consueti dissidi tribali riemersero, a alcuni cominciarono a disertare. Imperterrito, al-Junayd avanzò con circa 28 000 uomini. Il corso dei successivi eventi è dettagliatamente descritto nella Storia dei profeti e dei re di Ṭabarī, che a sua volta attinge al lavoro di uno dei primi storici Abū l-Ḥasan al-Madāʾinī, redatto circa un secolo dopo gli avvenimenti.
I due eserciti che si scontrarono nel Passo di Tashtakaracha rappresentavano due differenti filosofie militari. Mentre gli eserciti omayyadi disponevano di un apprezzabile contingente di cavalleria, sia leggera sia pesante, il loro punto nodale restava pur sempre la fanteria, nella misura in cui in battaglia la cavalleria araba spesso si limitava alle schermaglie durante le fasi iniziali per poi smontare e combattere appiedata. Questo cozzava completamente con le modalità di combattimento dei Turgesh, un tipico regno nomade centroasiatico, le cui forze militari erano composte esclusivamente dalla cavalleria. La loro abilità senza pari nell'equitazione, tanto più degli arcieri a cavallo, e la loro naturale resistenza li rendeva avversari estremamente pericolosi, faceva loro adottare uno stile di combattimento fluido e altamente mobile, caratterizzato da finte, imboscate e finte ritirate che essi sfruttavano abilmente per affliggere gli Arabi, notevolmente più lenti. Come scrive lo storico Hugh N. Kennedy, "quando i nomadi [Turgesh] si allearono con i locali principi iranici, essi espressero quella che forse era la più fiera contrapposizione che i primi eserciti musulmani avessero mai incontrato".
Sostenuti dai governanti della Sogdiana, dello Shāsh e del Ferghāna, i Turgesh attaccarono l'esercito omayyade all'interno del Passo, due giorni dopo aver lasciato Kish (un venerdì), a sei farsakh — ca. 24 km — di distanza da Samarcanda. I Turgesh attaccarono mentre le forze arabe erano ferme in cerca di cibo. L'avanguardia araba, sotto ʿUthmān ibn ʿAbd Allāh ibn al-Shikhkhir, fu sovrastata dalla superiore forza nemica, ma al-Junayd fu in grado di dispiegare il grosso del suo esercito, schierato secondo l'appartenenza tribale, coi Tamīm e gli Azd sulla destra e i Rabi'a sulla sinistra.
Gli Arabi eressero in fretta terrapieni di fronte alle loro linee, e riuscirono a contenere l'iniziate attacco Turgesh diretto contro la destra dello schieramento arabo. Al-Junayd, che si era collocato al centro per dirigere la battaglia, raggiunse quindi i ranghi degli Azd, che lo accolsero con animosità: il loro vessillifero si dice gli avesse detto: "Se vinciamo sarà per il tuo beneficio; se moriamo, tu non piangerai su di noi. Per la mia vita, se noi vinciamo e sopravviverò, non ti rivolgerò più alcuna parola". Al-Tabari riporta che quest'uomo e diciassette successivi porta-bandiera furono uccisi durante la battaglia, indicativa della brutalità dello scontro.
Gli Arabi inizialmente affrontarono l'attacco dei Turgesh a cavallo, ma le loro perdite aumentarono e l'araldo di al-Junayd ordinò loro di smontare e combattere appiedati, accovacciati dietro le trincee e formando un muro di lance. Questa misura aiutò i musulmani a restare saldi sul terreno, tanto che alla fine entrambe le parti si stancarono, mettendo fine alla battaglia per quel giorno. Le più pesanti perdite furono rappresentate per gli Arabi dagli sbandati e dal bagaglio, formato dalla logistica e dalle prede belliche guadagnate da ʿAbd Allāh ibn Muʿammar ibn Sumayr al-Yashkurī presso Kish: entrambe furono perdute e gli uomini addetti a ciò attaccati dai Turgesh e di fatto annichiliti.
Il giorno seguente, i Turgesh lanciarono nuovi attacchi contro gli Arabi, respinti però da questi. Glio Arabi ingaggiarono vigorosi contrattacchi ogni volta che i Turgesh si avvicinavano, e il Khaghan ordinò alle sue truppe di assediare gli Arabi invece di aggredirli. Dopo aver resistito all'assalto iniziale, al-Junayd spedì messaggeri al comandante della guarnigione d Samarcanda, Sawra, ordinandogli di fornirgli aiuto con le forze a sua disposizione. Sawra e la guarnigione di Samarcanda erano inizialmente riluttanti in quella che sembrava loro una missione suicida, ma il tono ultimativo di al-Junayd obbligò Sawra a ubbidire alla sua ingiunzione. Lasciandosi alle spalle una piccola guarnigione, Sawra guidò 12 000 uomini fuori da Samarcanda e con l'aiuto di una guida del posto, tentò di raggiungere al-Junayd percorrendo un sentiero lungo un farsakh — all'incirca 5–6 km — che attraversava le montagne. Lì si scontrò però coi Turgesh che, si dice, messi sull'avviso da Ghurak, il re sogdiano di Samarcanda, appiccarono il fuoco all'erba secca. Il luogotenente di Sawra consigliò una cauta avanzata, sotto la protezione di un muro di lance, una tattica ben sperimentata per contrastare attacchi di cavalleria ma Sawra, sapendo che le sue truppe erano stanche e demoralizzate, decise invece di lanciare una carica di cavalleria contro i Turgesh, nella speranza di rompere almeno in parte il loro forte schieramento e di raggiungere così al-Junayd.
Le truppe di Sawra, "esasperati dal calore e dalla sete", secondo una descrizione fornita da H.A.R. Gibb, caricarono i Turgesh e ruppero in effetti il loro fronte, ma la battaglia presto divenne caotica, con entrambi gli schieramenti accecati dal fumo, dalla polvere e dalle fiamme roventi. Infine l'esercito arabo perse la sua coesione, si disperse e fu fatta a pezzi dalla cavalleria Turgesh. Salvo un migliaio di sopravvissuti, il resto dell'esercito musulmano perì.
Al-Junayd ne approfittò per dirigersi rapidamente verso Samarcanda, ma appena i suoi soldati uscirono dal Passo, i suoi ufficiali lo convinsero ad accamparsi e a passare la nottata lì, anziché dirigersi subito verso la città. Il consiglio era sensato, dal momento che i Turgesh li avrebbero raggiunti e avrebbero probabilmente annientato l'esercito di al-Junayd sul terreno aperto, ma le fortificazioni dell'accampamento non poterono essere completate prima del giorno seguente, quando i Turgesh rinnovarono i loro attacchi. A quel punto, gli Arabi erano pressati a tal punto che al-Junayd promise persino la libertà agli schiavi se avessero combattuto. Molti fecero così, usando le coperte delle selle come armatura protettiva. Gli attacchi dei Turgesh furono respinti e, malgrado le gravi perdite, l'esercito omayyade poté raggiungere Samarcanda dopo tre giorni di dura battaglia.

## Epilogo e conseguenze
Al-Junayd rimase a Samarcanda per quasi quattro mesi, fino all'ottobre del 731, consentendo al suo esercito di riprendersi. I Turgesh nel frattempo si occuparono di Bukhara, che assediarono. Al-Junayd decise di scontrarsi ancora con essi in combattimento, a riuscì a infliggere alcuni rovesci ai Turgesh ai primi di novembre, togliendo il loro assedio sotto Bukhara, in cui entrò nel giorno di Mihragan (una festa celebrativa zoroastriana).
Al-Junayd quindi tornò a Merv, lasciando una guarnigione poco più che simbolica di 800 uomini davanti a Samarcanda e, una volta che i Turgesh ebbero lasciato il nord della regione per l'arrivo dell'inverno, evacuò la città dai suoi abitanti musulmani.
Malgrado Samarcanda fosse soccorsa e l'esercito arabo scampasse alla totale distruzione, la battaglia fu una catastrofe tattica e strategica per gli Omayyadi. Secondo Khalid Yahya Blankinship, fu "un'autentica vittoria di Pirro» per le altre perdite patite dai musulmani. In effetti, le fonti parlano di come il Califfo Hisham considerasse parimenti due catastrofi la sconfitta di Abū ʿUqba al-Jarrah al-Jarrāḥ b. ʿAbd Allāh al-Ḥakamī contro i Khazari nella battaglia di Marj Ardabil un anno prima e quella di al-Junayd contro i Turgesh al Passo di Tashtakaracha. Lo storico Ibn A'tham al-Kufi, nel suo Kitāb al-futūḥ (Libro delle conquiste), calcola le perdite musulmane in 20 000 uomini almeno su un totale schierato di 43 000 o 48 000, mentre poeti del tempo innalzavano questa cifra già imponente addirittura a 50 000. A giudicare dal numero dei rimpiazzi inviati in Khorasan o arruolati in esso in seguito alla battaglia, Blankinship stima il numero di morti tra i 25 000 e i 30 000. Sebbene anche i Turgesh soffrissero pesanti perdite — Ibn Aʿtham parla della indimostrabile cifra di 10 000 caduti — le perdite arabe nella battaglia provocarono un rapido deterioramento della posizione islamica in Asia centrale. Al-Junayd rimase Governatore del Khorasan fino alla sua morte ai primi del 734, ma a quel tempo i musulmani avevano perso il controllo dei territori a nord dell'Oxus, salvo Bukhāra, Kish e la regione del Ṣaghāniyān.
Gli eventi della Strettoia accrebbero la disaffezione khorasanica oper il regime omayyade e i suoi rappresentanti, come esemplificato dalle parole del vessillifero degli Azd ad al-Junayd. Anche Ṭabarī riporta le parole — anche se forse si tratta di un'aggiunta successiva — di un altro Khorasanico ad al-Junayd prima della battaglia: «Sib usa dire che alcune truppe del Khurasan sarebbero morti per colpa di un uomo amante del lusso dei Qays. Noi temiamo che sia tu a essere quell'uomo». Secondo Blankinship, questi passaggi, e anche brani poetici sprezzanti per la leadership di al-Junayd, sono l'eloquente testimonianza della frustrazione khorasanica per essere «obbligati a combattere di continuo in ingrate campagne a favore di generali vanagloriosi in uno dei peggiori fronti del califfato, da un governo centrale la cui forza siriana d'élite non aveva fino a quel momento, a giudizio dei Khorasanici, affrontato disagi simili». Blankinship osserva che «dopo il Giorno della strettoia, molti laqab tribali khorasanici non apparvero più nelle formazioni militari khorasaniche, portando a credere che chi li portava era morto in combattimento. Alcune truppe khorasaniche sopravvissero, naturalmente, ma le loro formazioni militari erano abbinate a quelle siriane. Così appare, in particolare dall'enfasi di Ṭabarī, che il Giorno della Strettoia fu in pratica un tornante nella guerra coi Turchi, almeno per ciò che riguardava i Khorasanici [...]».
Il periodo seguente in Khorasan fu turbolento, con le rivolte di al-Harith ibn Surayj e il fermento anti-omayyade tra gli Arabi del Khorasan, rendendo necessaria l'introduzione di 20 000 truppe siriane fedeli nella provincia, oltre ai 20 000 iracheni inviati dopo la battaglia della strettoia. Solo nel 739-741, dopo il collasso del Khaganato Turgesh, a seguito dell'uccisione del suo capo Su Lu,il nuovo Governatore del Khorasan, Nasr ibn Sayyar, fu in grado di restaurare abbondantemente la posizione del califfato in Transoxiana, estendendo ancora il controllo musulmano a Samarcanda.
All'indomani delle battute d'arresto subite alla Strettoia, a Marj Ardabil e in altri disastri simili, la necessità di rinforzare le instabili frontiere stressarono le risorse militari e finanziarie del Califfato e facilitarono in definitiva la successiva vittoriosa "Rivoluzione" organizzata e portata a compimento dagli Abbasidi.